# 조제 아이우통 다 시우바
조제 아이우통 다 시우바(José Aílton da Silva)는 브라질의 축구 선수이다. 멕시코계로, 아이우통(Aílton)이라고 줄여 부르기도 한다.